# Nolife
Nolife（ノライフ）はフランスのテレビネットワーク。J-POP、テレビゲーム、日本文化、テクノロジーなど日本のサブカルチャーとメインカルチャーを主に扱う。キャッチコピーは「人生は現実の人生だけではない」。

## 概要
Nolifeは他のテレビネットワークで働いていたフランス人ディレクターAlex PILOTと、その友人Sebastien RUCHETとの2名の手によって、独立したテレビネットワークとして設立された。彼らがNolifeを作りたかったのは、自分達のプロジェクトがしばしば拒否されたためと言っている。Nolifeはフランスのインターネットプロバイダ「Free」のADSLネットワークを利用することによって、非常に少ない費用（月額にして数百ユーロ）で開設された。
2008年、Nolifeは、テレビゲームや漫画、アニメを好むフランスの視聴者によく知られるようになっていたが、深刻な財政的困難に陥ったため、新たな投資者を探すことになった。かつて一緒に仕事をしたことがあるフランスのゲーム会社「Ankama Games」が多額の投資を提供したが、会社の支配権は渡さなかった。
2009年9月の時点で、視聴率は未公開だが、フランスの視聴率調査会社、Médiamétrieの調査によると、ケーブルテレビや、衛星放送を受信している人々のうち12%の人々が、Nolifeを受信することに興味があると言っている。
しかしこれらの結果にもかかわらず、同年6月の時点においては、Nolifeは、多額の費用がかかる衛星放送も、また技術的理由からケーブル放送も計画未定であると発表した（2010年度よりケーブルでの放送を開始。衛星放送は未定のままである）。2009年8月26日、オープンソースソフトウェアで用いられているビジネスモデルに従って、Nolife Onlineという名称で、有料のオンデマンドテレビサービスが開始された。Nolife Onlineでは、TVシリーズや、アニメ、日本の音楽関連の番組を除いて、Nolifeによる制作プロデュースされた番組に限りそれらを視聴できる。Nolife Onlineが世界中で利用できる一方、フランスのインターネットプロバイダを利用したテレビチャンネルは無料のままである。
2018年4月8日を最後に放送終了した。

## Japan in Motion
Japan in Motion（ジャパン・イン・モーション） は、日本の観光地やイベントなどを、キャスターが現場に行ってレポートする番組。TSSプロダクション製作。2009年9月から放送。2010年のシーズン2から麻生夏子がメインパーソナリティを務めていた。2011年のシーズン4からぱすぽ☆、2012年のシーズン6から東京女子流、きゃりーぱみゅぱみゅ、アーバンギャルドがレギュラーに加わった。放送後一ヶ月経過した番組は、番組の公式サイトで無料で視聴できる。日本でもフジテレビ系列の一部地域で放送されており、最近では、日本国内向けに編集したものを放送している（ただし、スタッフロールは現地版のまま）。
2018年3月24日、Nolifeが終了した後、J-Oneで放送中。

### 出演者
現在の出演者
- まえだゆう（predia）
- ユリコタイガー
- 中庭アレクサンドラ
- カティーキャット（YouTuber）

過去に出演していたタレント、グループ
- 比花知春
- UMI☆KUUN
- まなみのりさ
- PASSPO☆
- さいねい龍二

### ナレーション（日本版）
- 衣笠梨代（テレビ新広島アナウンサー）

#### 過去
- 西山穂乃加（テレビ新広島アナウンサー/第14シーズン - ）
- 加藤雅也（テレビ新広島アナウンサー/第14シーズン - ）
- 青坂匠（テレビ新広島アナウンサー）

### 放送時間
| 期間                                                  | 放送時間（JST）               | 備考                                              |
| ----------------------------------------------------- | ----------------------------- | ------------------------------------------------- |
| 2012年4月25日 - 2013年4月10日                         | 水曜日2:05 - 2:35（火曜深夜） |                                                   |
| 2013年4月17日 - 9月25日                               | 水曜日1:30 - 2:00（火曜深夜） | 35分繰り上げ                                      |
| 2013年10月2日 - 2014年3月26日                         | 水曜日1:40 - 2:10（火曜深夜） | 10分繰り下げ                                      |
| 2014年4月5日 - 2015年3月28日                          | 土曜日1:50 - 2:20（金曜深夜） |                                                   |
| 2015年4月4日 - 7月25日 2015年10月3日 - 2016年4月2日   | 土曜日1:40 - 2:10（金曜深夜） | 8月1日 - 9月26日は『山Pのkiss英語』放送の為休止。 |
| 2016年4月9日 - 7月16日 2016年10月8日 - 2017年4月15日  | 土曜日1:55 - 2:25（金曜深夜） | 15分繰り下げ                                      |
| 2017年4月22日 - 7月22日 2017年10月7日 - 2019年3月30日 | 土曜日2:00 - 2:30（金曜深夜） | 5分繰り下げ                                       |
| 2019年4月19日 - 現在                                  | 金曜日0:55 - 1:25（木曜深夜） |                                                   |

※特番により放送休止、或いは放送時間変更になる場合がある。特に土曜未明枠時代、毎年8月 - 9月期は別番組編成で放送休止になることが多かった。2020年度は新型コロナウイルス感染拡大の影響により、3月27日から10月2日までの半年間、新作の放送が行われなかった。